# 379732 Oklay
379732 Oklay este o planetă minoră (asteroid) din centura de asteroizi. A fost descoperită pe 8 ianuarie 2002 la stazione osservativa di Asiago Cima Ekar⁠(d) de . 
Obiectul prezintă o orbită caracterizată de o semiaxă mare de 2,5391780754307 UAi, o excentricitate de 0,093212010987744, o înclinație de 14,173994887933 ° în raport cu ecliptica.